# Don't (Ed Sheeran)
Don't is een nummer van de Engelse zanger Ed Sheeran voor Sheerans tweede studioalbum x. Het nummer kwam uit op 24 augustus 2014 en werd geschreven door Sheeran en Benjamin Levin. In de Engelse, Australische en Deense hitlijsten behaalde Don't de top tien.
De muziekvideo werd uitgebracht op 4 augustus 2014 en is geregisseerd door Emil Nava.

## Tracklijst
| Nr. | Titel | Duur  |
| --- | ----- | ----- |
| 1.  | Don't | 03:39 |

| Nr. | Titel                                   | Duur  |
| --- | --------------------------------------- | ----- |
| 2.  | Don't (Rick Ross remix)                 | 03:39 |
| 3.  | Be My Husband (live vanuit Glastonbury) | 7:50  |
| 4.  | Everything You Are                      | 3:58  |

## Hitnoteringen

### Nederlandse Top 40
| Positie: | 36 | 24 | 15 | 18 | 18 | 18 | 19 | 21 | 25 | 27 | 28 | 29 | 31 | 33 | 37 | 39 | uit |

### NederlandseSingle Top 100
| Hitnotering: 21-06-2014 t/m 11-04-2015 | Hitnotering: 21-06-2014 t/m 11-04-2015 | Hitnotering: 21-06-2014 t/m 11-04-2015 | Hitnotering: 21-06-2014 t/m 11-04-2015 | Hitnotering: 21-06-2014 t/m 11-04-2015 | Hitnotering: 21-06-2014 t/m 11-04-2015 | Hitnotering: 21-06-2014 t/m 11-04-2015 | Hitnotering: 21-06-2014 t/m 11-04-2015 | Hitnotering: 21-06-2014 t/m 11-04-2015 | Hitnotering: 21-06-2014 t/m 11-04-2015 | Hitnotering: 21-06-2014 t/m 11-04-2015 | Hitnotering: 21-06-2014 t/m 11-04-2015 | Hitnotering: 21-06-2014 t/m 11-04-2015 | Hitnotering: 21-06-2014 t/m 11-04-2015 | Hitnotering: 21-06-2014 t/m 11-04-2015 | Hitnotering: 21-06-2014 t/m 11-04-2015 | Hitnotering: 21-06-2014 t/m 11-04-2015 | Hitnotering: 21-06-2014 t/m 11-04-2015 | Hitnotering: 21-06-2014 t/m 11-04-2015 | Hitnotering: 21-06-2014 t/m 11-04-2015 | Hitnotering: 21-06-2014 t/m 11-04-2015 | Hitnotering: 21-06-2014 t/m 11-04-2015 | Hitnotering: 21-06-2014 t/m 11-04-2015 |
| Week:                                  | 1                                      | 2                                      | 3                                      | 4                                      | 5                                      | 6                                      | 7                                      | 8                                      | 9                                      | 10                                     | 11                                     | 12                                     | 13                                     | 14                                     | 15                                     | 16                                     | 17                                     | 18                                     | 19                                     | 20                                     | 21                                     | 22                                     |
| -------------------------------------- | -------------------------------------- | -------------------------------------- | -------------------------------------- | -------------------------------------- | -------------------------------------- | -------------------------------------- | -------------------------------------- | -------------------------------------- | -------------------------------------- | -------------------------------------- | -------------------------------------- | -------------------------------------- | -------------------------------------- | -------------------------------------- | -------------------------------------- | -------------------------------------- | -------------------------------------- | -------------------------------------- | -------------------------------------- | -------------------------------------- | -------------------------------------- | -------------------------------------- |
| Positie:                               | 33                                     | 91                                     | 57                                     | 66                                     | 38                                     | 29                                     | 28                                     | 25                                     | 26                                     | 23                                     | 20                                     | 20                                     | 21                                     | 24                                     | 27                                     | 28                                     | 32                                     | 31                                     | 33                                     | 33                                     | 29                                     | 32                                     |
| Week:                                  | 23                                     | 24                                     | 25                                     | 26                                     | 27                                     | 28                                     | 29                                     | 30                                     | 31                                     | 32                                     | 33                                     | 34                                     | 35                                     | 36                                     | 37                                     | 38                                     | 39                                     | 40                                     | 41                                     | 42                                     | 43                                     |                                        |
| Positie:                               | 42                                     | 30                                     | 37                                     | 34                                     | 44                                     | 51                                     | 43                                     | 39                                     | 40                                     | 44                                     | 47                                     | 48                                     | 53                                     | 55                                     | 63                                     | 65                                     | 73                                     | 84                                     | 93                                     | 91                                     | 90                                     | uit                                    |

### NPO Radio 2 Top 2000
| Nummer met noteringen in de NPO Radio 2 Top 2000 | '15  | '16-'17 | '18  |
| ------------------------------------------------ | ---- | ------- | ---- |
| Don't                                            | 1436 | -       | 1926 |

1. ↑  Een '-' betekent dat het nummer niet was genoteerd en een vetgedrukt getal geeft de hoogste notering aan.
2. ↑  2015 was het eerste jaar met een notering voor dit nummer.
3. ↑  Deze tabel is bijgewerkt tot en met de laatste editie (2024).